# Convention d'Aranjuez (1801)
Pour les articles homonymes, voir Traité d'Aranjuez.
La convention d'Aranjuez de 1801 est un accord  entre la France et l'Espagne signé à Aranjuez le 13 février 1801  par Lucien Bonaparte et Manuel Godoy. L'accord établissait les conditions de l'union des armées et flottes de l'Espagne, de la France et de leurs alliés pour combattre les forces de la Grande-Bretagne.

## Dispositions de la convention
Dans les termes de l'accord figurent: 
- la constitution d'une flotte de 5 navires espagnols amarrés à Brest auxquels se joindront 5 autres français et 5 de la république batave, sous le commandement d'un général espagnol à destination du Brésil ou de l'Inde.
- 10 navires espagnols de Brest, 10 français et 10 bataves, commandés par un général français destinés à menacer  l'Irlande  ou si cela est nécessaire contre l'Angleterre.
- 5 navires de Ferrol avec 2 000 soldats se joindront aux deux autres flottes française et batave de même importance, afin de conquérir Trinidad et Suriname.
- Le reste de la flotte espagnole sera uni à la flotte française et, si cela peut se faire, à la flotte russe, pour lutter contre les Britanniques en Méditerranée.
- 5 corps d'armée seront formés afin de se concentrer à Brest, en république batave, à Marseille, en Corse et sur la frontière hispano-portugaise.